# Anneliese Küppers
Anneliese Küppers (née le 6 août 1929 à Duisbourg, morte le 24 septembre 2010 à Meerbusch) est une cavalière allemande de dressage.
Aux Jeux olympiques d'été de 1956 à Stockholm, elle remporte la médaille d'argent avec l'équipe d'Allemagne composée aussi de Liselott Linsenhoff et d'Hannelore Weygand.

## Source de la traduction
- (en) Cet article est partiellement ou en totalité issu de l’article de Wikipédia en anglais intitulé « Anneliese Küppers » (voir la liste des auteurs).